# The Bitch in Yoo
Singles de Common
Resurrection
(1995) Retrospect for Life
(1997)
The Bitch in Yoo est une chanson et une diss song du rappeur Common. Ce titre a été publié la première fois, en 1996, sur la compilation de Relativity Records intitulée Relativity Urban Assault puis en 2000 sur l'album Crossfaderz de Roc Raida et en 2010 sur la compilation Go! Common Classics. Une version live figure également sur l'album Live at Tramps, NYC, 1996 de De La Soul, sorti en 2004.
La face B de ce single est The Real Weight, un morceau solo de No I.D..

## Historique
Dans sa chanson I Used to Love H.E.R., Common blâmait le changement qui s'opérait dans la production de rap, rejetant la musique « pro black » au profit d'une musique de rue dominée par le gangsta rap de la Côte Ouest. 
Une phrase en particulier (« I wasn't salty: she was with the boys in the hood ») faisait allusion au film Boyz N the Hood, dans lequel jouait Ice Cube. Se sentant offensé, le groupe d'Ice Cube répondit par la chanson Westside Slaughterhouse, agressant verbalement Common ainsi que d'autres rappeurs de la Côte Est. En retour, Common écrivit The Bitch in Yoo.

## Contenu
Sur un beat produit par Pete Rock, Common répond aux attaques verbales de Westside Connection, le groupe d'Ice Cube. Il prétend qu'Ice Cube n'a pas publié d'album intéressant depuis AmeriKKKa's Most Wanted, que la plupart de ses beats proviennent de samples de chansons de George Clinton et qu'il a sorti les paroles de I Used to Love H.E.R. de leur contexte.

## Samples[1]
The Bitch in Yoo contient les samples suivants :
- Light My Fire interprété par le Brian Auger's Oblivion Express,
- Eye for a Eye (Your Beef Is Mines) de Mobb Deep (parties vocales de Raekwon),
- Suspended in Time de Group Home,
- Lyin' Ass Bitch de Fishbone,
- extrait du film The Education of Sonny Carson (au début du morceau),
- extrait du film The Five Heartbeats (à la fin du morceau).